# Bart Visman
Bart Visman (Naarden, 21 oktober 1962) is een Nederlands componist.

## Opleiding
Visman studeerde aanvankelijk rechten en filosofie aan de Vrije Universiteit in Amsterdam. In 1988 besloot hij om over te stappen naar de muziek. Hij studeerde compositie aan het Sweelinck Conservatorium in Amsterdam bij Daan Manneke en instrumentatie bij Geert van Keulen.

## Composities
Enkele van zijn werken:
- Chamber music 1, voor kwintet
- Chamber music 2, voor trio
- Sans lui vers toi, voor bariton, 4 blazers en 14 strijkers.
- Wood, Brass, Strings 'n' Drums, voor de Nederlandse Muziekdagen 1997
- instrumentatie van de opera Les mamelles de Tirésias van Francis Poulenc voor het Nieuw Ensemble en Opera Trionfo (2001)
- De roep van de kinkhoorn, opera voor kinderen op een libretto van Paul Biegel, première in 2003
- Grande valse brillante voor het Nederlands Studenten Orkest, tournee 2006
- Sables, Oxygène (2008) gecomponeerd op gedichten van Saskia Macris, voor Barbara Hannigan en het Limburgs Symphonie Orkest
- Ces concerts, riches de cuivres... (2010), opdrachtstuk voor de Zaterdagmatinee

## Prijzen en onderscheidingen
Visman ontving de aanmoedigingsprijs van de jury van de Matthijs Vermeulenprijs in 1996 voor Orchestrales (1994), concert voor orkest.

## Bron en externe link
- Website Bart Visman

- Gemeinsame Normdatei: 174031874
- International Standard Name Identifier: 0000 0003 6975 0881
- Library of Congress Control Number: no98061032
- Nationale Bibliotheek van Israël: 987007323296105171
- Système universitaire de documentation: 243835744
- Virtual International Authority File: 240062151
- WorldCat: E39PBJvRXQ8kRyyWJcTbmTdJDq